# 魔女的怪畫集
《魔女的怪畫集》是由日本漫畫家晴智所創作的日本漫畫作品，於《Jump Square》2017年12月号至2020年2月号期間連載。後移至《少年Jump+》2020年2月4日到2020年5月2日進行連載。單行本全8卷，最終卷發售時的累計銷售量到達35萬冊。

## 故事簡介
住在孤兒院的少女艾莎擁有一股不可思議的力量，她以自己的血所繪出的畫作能引發奇蹟。然而，在善意之下所繪製而成的畫，卻沾滿了人類的慾望，進而傷害人類。這些畫作也因此被稱為「魔女的怪畫」。
艾莎將最後的心願託付給自己畫出的第一位朋友洛基，希望他能燒毀所有的畫。少年背負著這個約定就此展開漫長旅途。

## 登場角色
艾莎（Aisya）
通過混合自己的血液在畫中創造奇蹟的女孩。
她的畫最終傷害了人們，被稱為“魔女的怪畫集”。她向洛基提出了燒毀所有畫作的最終願望，由於她病死了而沒有實現自己的願望。
洛基（Loki）
外表年齡：18歲，實際年齡：127歲。紅髮黃綠眼，身高188公分。
從艾莎的畫中出現的男孩。不喜歡人類，嘴巴很壞卻十分溫柔。應艾莎的要求，從艾莎去世的百年他都尋找與銷毀“魔女的怪畫”。
艾莎的創作中唯一一個沒用艾莎的血液畫出。
利用艾莎留給他的畫有艾莎血液的畫框為作品封框燒毀，解框為刀刃。
莉茜（Lice，另譯：利切）
年齡：11歲。黑髮黃綠眼。身高：122公分。
酷似艾莎的小女孩。原本是像人偶般的擺在畫框裡，經由洛基的觸碰後才恢復意識。
是繼艾莎後的第二個魔女。

### 溫格羅姆商會 第四課
通稱『商會的掃除屋』，是個披著商會雜物課外衣，實則目的為收集怪畫。另外為溫格羅姆商會還有『運送的一課』、『販售的二課』、『製造的三課』。
薩克森（Saxony，另譯：扎克森）
年齡：44歲。淡茶髮淺藍眼。身高：180公分
第四課課長，過去曾被洛基所救。
莫娜（Mona）
非4課的人，但還是會支援4課。
托文（Towen，另譯：吐溫）
年齡：16歲。白與水藍髮橙眼。身高：173公分。
有著海苔般厚的眉毛，當了十年小偷，現在給過自新中，人稱「白色閃電」，手腕有著為矯正竊盜癖同時給自己一個教訓的手銬，但還是會無意間偷竊。
萊威（Levi，另譯：萊維）
加入第四課理由是為了進入任何領地的通行證方便找人，代價是尋找怪畫。
達蓋爾
被與怪畫有關的國家驅逐，想找出怪畫。
佩蒂（Petty）
身材姣好的美女，看到美麗的東西就會有想摧毀的衝動。

### 聖美術財團
諾亞利亞姆（Noariam）
聖美術財團的創始人，打算復活“聖女”艾沙。以前因身體不好，受到艾莎的畫之祝福而變好，也從此不老的活了百年。
身上也擁有LA的印記。
艾蕾娜（Elena）
聖美術財團中級學員→特級學員，憎恨洛基。聲稱他把重要的人給奪走。
培特羅
處理伊沙斯村的中級學員。
賽斯（Seth）

伊休卡（Ishka）
聖美術財團特級學員，能使用竄改記憶的怪畫。
米格爾（Miguel）
聖美術財團特級學員，天空監獄(阿斯加德)監獄長。
微朝（Bicho，另譯：美鳥）
托文的恩人。與關龍、托文是前黑道，教導托文知識與禮節，之後離開黑道隱瞞他們自己的死亡。
成為城主的養子—史諾・羅佩斯，也是聖美術財團分部的最高負責人。與瓦格斯合作而潛入聖美術財團。

### 其他人物
麥可・費茲爾
曾是劇團傀儡師，遇上了艾瑪並一見鍾情。因人偶遲交貨，讓洛基前來催交。將前來宅邸的人弄傷取得血液再送離開。事件結束後，製作了一個跟洛基一樣的人偶。
艾瑪・費茲爾
麥克的妻子。曾是大小姐，與麥可一見鍾情而私奔，雖然生活有些困難，但是待在他身邊很幸福。然而長年累月弄傷身子，已活不久而臥病在床。
關龍
托文的恩人大哥。於伊沙斯村中被怪畫襲擊。與微朝、托文是前黑道，負責照教導托文體術與戰鬥技巧，離開黑道之時失去了雙腿。
哈利（Harry，另譯：哈里）
「滑稽的圍巾」持有者。曾在競標會場遇到還是人偶的莉茜。複製為莉茜的模樣而被愛蓮娜襲擊，而後又被賽斯所救。
萊伊莎
多爾托龍的地區長，目標是重建城市。聽取哈利的建議放棄與聖美術財團的洽談。
魯貝魯
於納米特遇見的失明男孩。與奶奶（怪畫）同居。家人是旅行藝人，在他練習雜耍時發生火災而去世。
瓦克斯（Vax）
微朝的協助者。

## 魔女的怪畫集
又稱"被詛咒的怪畫"。由魔女所描繪的用紅色為基調的159部(短篇43部)"怪畫"，違背這個世界的常識產生奇蹟，有人一晚得到大量的財富，還有人最終用奇怪的方式死去─夢幻般的繪畫集。
每個作品都有LA的印記，創造條件為艾莎的「願望」、「簽名」和「鮮血」。
怪畫依惡化程度而產生變化，顏色會逐漸變成暗紅色。
洛基
作品NO.0。滅絕所有詛咒之人（短篇）。
作品NO.1。
黃泉摹本(短篇)
作品NO.18。贈與失去妻子的教會神父，展示著擁有者死去的摯愛，然而給予過多的血液就會變為怪物並渴求著血液。
創作理念：與死者做最後的道別並因此而向前看。
嬌小的友人（ちいさなゆうじん）
作品NO.5。為了勉強維持著玫瑰園的老人家所做的一幅畫。
原畫：以玫瑰及上頭一隻小蜘蛛以及伸向小蜘蛛的手；怪畫：一隻大蜘蛛守護一朵玫瑰。
人偶之戀
作品NO.24。愛上了操控者的牽線人偶，因為所愛之人的眼淚便成了人類。為艾莎創作故事畫成的畫。
原畫：小人偶與流淚的操控者；怪畫：眼珠怪物吞噬人偶。
擁有者：麥可・費茲爾(製偶師)。
嗜夢（ゆめくい）
作品NO.130。能夠吞噬收藏者的噩夢帶來安眠的怪畫。
原畫：小蝙蝠；怪畫：許多細長的眼睛；賦予血：耳朵裡有著眼睛的大蝙蝠。
好孩子的聯絡鳥
作品NO.7。能通過成年鳥和雛鳥來與遠方的的人建立連絡的作品。
原畫：成年鳥和雛鳥。
由萊維回收的畫，由於利切不小心抹去簽名又畫上而現形。雛鳥名叫小啾(ぽきゅ)，被洛基特許最後再燒。
艾莎初次讓其現形時，看到還未賦予血的洛基而嘲笑他。現在也會與洛基對槓。
魔法小盒子
作品No.141。艾莎在塔裡讀了別人給的書與報紙，懷著對外面世界的思念而完成的塗鴉。
原畫：手稿相機塗鴉；怪畫：巨大單眼與牙；賦予血：有著單眼與嘴的照相機。被拍到的人事物都會定格。
白色靈獸
作品No.137。某個村子用於執行祭神儀式的作品。為了使隨時代逐漸轉淡的信仰之心回歸山林而期望能有一個具體的山神。
原畫：如雪一般純白的山獸，只要舔一下傷口便能馬上痊癒。怪畫：一片黑；賦予血：狼般的野獸，被舔到後會出現瘀青，久了便覆蓋全身而死亡。
擁有者：培特羅
滑稽的圍巾
作品No.123。是讓一起圍著的人露出笑容的圍巾。
原畫：戴紳士帽的小丑與蝴蝶結圍巾；怪畫：被圍巾所纏繞的小丑；賦予血：一條圍巾。只要和一個人同時待在布裡就能變成對方的模樣維持24小時。
擁有者：哈利
沼澤的居民
作品No.？。
聖騎士的守護楔
作品No.104。強韌的外殼能包覆於表面。
擁有者：疑似愛蓮娜
黑衣使者
作品No.？。
擁有者：疑似愛蓮娜
火鼠手套
作品No.133。
擁有者：疑似華克斯
回聲的冒險
作品No.16。
原畫：驚喜箱跳出一個戴帽子的幽靈，能模仿別人的聲音；怪畫：有著巨大單眼及一隻手指；賦予血：非人的樣子。
曾是魯貝魯祖母旅行時的表演項目，無意間取代祖母而魯貝魯成為擁有者。被召喚後便裝為祖母一直照顧著魯貝魯，然而身為怪畫還是無法忍受飢餓去襲擊人類，並稱想以人類的身份死去。
擁有者：魯貝魯的祖母→魯貝魯

## 出版書籍
| 卷數 | 集英社        | 集英社                 | 青文出版社     | 青文出版社             |
| 卷數 | 發售日期      | ISBN                   | 發售日期       | ISBN                   |
| ---- | ------------- | ---------------------- | -------------- | ---------------------- |
| 1    | 2018年2月2日  | ISBN 978-4-08-881344-8 | 2019年2月21日  | ISBN 978-986-356-726-4 |
| 2    | 2018年6月4日  | ISBN 978-4-08-881532-9 | 2019年5月9日   | ISBN 978-986-356-911-4 |
| 3    | 2018年10月4日 | ISBN 978-4-08-881593-0 | 2019年9月12日  | ISBN 978-986-512-025-2 |
| 4    | 2019年2月4日  | ISBN 978-4-08-881733-0 | 2019年10月7日  | ISBN 978-986-512-099-3 |
| 5    | 2019年6月4日  | ISBN 978-4-08-881846-7 | 2020年3月12日  | ISBN 978-986-512-285-0 |
| 6    | 2019年10月4日 | ISBN 978-4-08-882088-0 | 2020年6月15日  | ISBN 978-986-512-367-3 |
| 7    | 2020年2月4日  | ISBN 978-4-08-882213-6 | 2020年10月22日 | ISBN 978-986-512-549-3 |
| 8    | 2020年6月4日  | ISBN 978-4-08-882322-5 |                |                        |

## 外部連結
- Jump Square官網作品頁 （页面存档备份，存于）